# 최예원
최예원(1982년 6월 12일 ~ )은 대한민국의 가수이다. 2003년에는 여우라는 예명으로 댄스 가수로 활동했고, 트로트 가수로 전향하면서 예진이라는 이름을 쓰다가 2012년 싱글앨범 《사랑에 미치면》부터 최예원으로 활동하고 있다.

## 경력
- 2011년 희망을 여는 사람들 홍보대사
- 2018년 구리농수산물도매시장 홍보대사

## 앨범
- 2003년 《Soulbody》- 덫
- 2006년 《YeJin The 1st Album (12 O`Clock)》- 여우야
- 2009년 《알콩달콩》
- 2012년 《사랑에 미치면》
- 2016년 《예진싱글앨범》 - 사랑의 DNA
- 2019년 《찍고》

## 수상
- 1996년 청소년 국악대회 최우수상
- 1997년 전국 청소년 국악대회 문화체육부장관상
- 2006년 한국전통가요 시상식 여자 신인상
- 2009년 제17회 대한민국 문화연예대상 성인가요부문 신인상